# Príncipe britânico
Príncipe do Reino Unido da Grã-Bretanha e Irlanda do Norte é um título real historicamente concedido aos herdeiros diretos e indiretos de antigos ou atuais monarcas britânicos. Ao longo de sua existência, tal título também foi ostentado por demais membros da realeza britânica que não descendiam diretamente do monarca como foi o caso de Filipe da Grécia e Dinamarca (1921-2021), consorte real de Isabel II (1926-2022). O título de Príncipe britânico é concedido pelo monarca reinante, na condição de fons honorum, através da emissão de cartas-patente como expressão do desejo real. Aqueles agraciados com o título de Príncipe geralmente são referidos como Sua Alteza Real (His Royal Highness). 
Quando um Príncipe britânico se casa, seu cônjuge torna-se também uma Princesa britânica; no entanto, esta é referida através da versão feminina do título nobiliárquico sênior de seu cônjuge, seja um título principesco ou um título de nobreza. Tradicionalmente, todas as cônjuges de membros da família real e da aristocracia britânica adotam tratamento e título de seus respectivos maridos. Um exemplo desse caso é de Princesa Miguel de Kent, que casou-se com o primo de primeiro grau de Carlos III, o Príncipe Miguel de Kent em 1978.
Paralelamente quando uma princesa de sangue real se casa com um Príncipe britânico, esta também se torna uma princesa por casamento e será tratada da mesma forma. Tal fato ocorrou com a Princesa Alexandra, Duquesa de Fife que casou-se com o primo de sua mãe, Príncipe Arthur de Connaught e assumiu o título de "Princesa Arthur de Connaught, Duquesa de Fife".
Se um Príncipe britânico possui um título de nobreza, a princesa é tratada pela versão feminina do título de nobreza de seu marido. Um exemplo desse caso é a esposa do Príncipe Guilherme, que foi brevemente tratado como "Sua Alteza Real, o Duque da Cornualha e Cambridge" enquanto sua esposa Catarina tornou-se "Sua Alteza Real, a Duquesa da Cornualha e Cambridge", omitindo os títulos de "Príncipe" e "Princesa" e seus respectivos primeiros nomes. Em 2022, Guilherme assumiu o título de Príncipe de Gales e este figura desde então como seu título sênior detido em direito próprio. Deste forma, Guilherme e Catarina são denominados "Sua Alteza Real, o Príncipe de Gales" e "Sua Alteza Real, a Princesa de Gales".

## História
Até 1714, o título de príncipe e o tratamento de "Sua Alteza Real" não eram costumeiramente utilizados. Filhos e filhas do soberano não eram automaticamente elevados à condição de príncipes. Uma exceção foi o Príncipe de Gales, título conferido ao filho primogênito do soberano inglês desde o reinado de Eduardo I de Inglaterra. No Reino da Escócia, mesmo após a criação de um principado honorífico por Jaime I, o herdeiro aparente do trono era referido somente como Duque de Rothesay. Alguns outros incluem João, irmão de Ricardo I e posteriormente monarca soberano, corriqueiramente denominado "Príncipe João". 
Após a ascensão de Jorge I (o primeiro monarca da Casa de Hanôver), tornou-se comum denominar herdeiros em primeiro e segundo grau do soberano de linhagem masculina como 'Príncipe', acrescido do tratamento 'Sua Alteza Real'. Netos e bisnetos do soberano eram intitulados 'Sua Alteza'.
- Um bisneto de linhagem masculina do monarca britânico não foi conhecido até 1776. Visando as tradições, ele recebeu o título de Sua Alteza, o Príncipe Guilherme de Gloucester (posteriormente Guilherme Frederico, Duque de Gloucester e Edimburgo). Em 22 de julho de 1816, quando do seu casamento com a filha de Jorge III, Guilherme recebeu o tratamento de Sua Alteza Real. Sua única irmã viva à ocasião, Sofia Matilde de Gloucester também foi elevada a Sua Alteza Real. Príncipe Guilherme faleceu em 1834, antes da ascensão de Rainha Vitória.

- O segundo bisneto de linhagem masculina de um monarca britânico, o Príncipe Ernesto Augusto, nasceu em 21 de setembro de 1845. Recebeu o título de Sua Alteza Real por ser neto varão do Rei de Hanôver e herdeiro presuntivo daquele trono.

Apenas três semanas após o nascimento de seu quarto bisneto, a Rainha Vitória emitiu cartas-patente em 1864 que formalmente confirmaram a prática de nomear filhos e bisnetos por linhagem masculino como Sua Alteza Real enquanto os qualitativos de Príncipe ou Princesa serviriam como prefixo aos nomes de batismo. As cartas-patente não estabelecia o tratamento de bisnetos ou demais descendentes como Sua Alteza ou Príncipe/Princesa. 
Após 1864, foram acrescidas algumas modificações na questão dos príncipes britânicos, com a emissão de específicas cartas-patente modificando o título e o tratamento dos seguintes grupos:
- Em 1898, os filhos de Jorge, Duque de Iorque, o filho mais velho do então Príncipe de Gales, eram denominados príncipes com o tratamento de Alteza por serem descendentes masculinos de Vitória. Com cartas-patente datadas de 28 de maio de 1989, a Coroa concedia o tratamento de Alteza Real a qualquer dos netos do Príncipe de Gales.

- Em 1914, os filhos de Ernesto Augusto, Duque de Brunsvique, um tetraneto de Jorge III, foram declaradas Príncipes com o tratamento de Alteza por Jorge V, em cartas-patente datadas de 17 de junho.

- Em 1917, Jorge V emitiu uma proclamação real alterando o nome da casa real de Casa de Saxe-Coburgo-Gota para Casa de Windsor.

## Tratamento de príncipes britânicos

Coroa de herdeiro aparente.
Coroa de filho do Soberano.
Coroa de filho do herdeiro aparente.
Coroa de neto do Soberano.

- Herdeiro aparente do Soberano caso seja Príncipe de Gales: Sua Alteza Real, o Príncipe de Gales
- Filhos do Soberano (excetuando o Príncipe de Gales) com título de nobreza: Sua Alteza Real, o Príncipe (nome), Duque de (local). (sendo "local" a designação territorial de seu mais título de nobreza sênior). Como, por exemplo: Sua Alteza Real, o Príncipe Henrique, Duque de Sussex.
- Filhos do Soberano sem título de nobreza: Sua Alteza Real, o Príncipe (nome)
- Netos em linhagem masculina do Soberano com nobreza: Sua Alteza Real, o Príncipe (nome), Duque de (local)
- Netos em linha masculina do Soberano sem nobreza: Sua Alteza Real, o Príncipe (nome) de (local)
- Bisnetos do Soberano cujo pai é o filho primogênito do herdeiro aparente – Sua Alteza Real, o Príncipe (nome) de (título do pai).

## Lista de Príncipes britânicos

### Príncipes britânicos(1714-presente)
Os descendentes de Ernesto Augusto, Duque de Brunsvique, chefe da Casa de Hanôver e descendente sênior em linhagem masculina do Rei Jorge III, que portam o título de Príncipe ou Princesa do Reino Unido com o tratamento de Alteza Real como um título de pretensão secundário. Dos 58 Príncipes britânicos aqui listados, dois foram cônjuges de uma rainha reinante e oito perderam o título após a Primeira Guerra Mundial.
| Príncipe | Príncipe                | Nascimento                                                | Relação com o monarca | Direito    | Títulos |
| -------- | ----------------------- | --------------------------------------------------------- | --------------------- | ---------- | --- |
|          | Jorge Augusto           | 9 de novembro de 1683 Palácio de Herrenhausen             | Filho                 | Nascimento | Duque de Cambridge (1707-1727) Duque da Cornualha (1714-1727) Duque de Rothesay (1714-1727)                               |
|          | Frederico Luís          | 31 de janeiro de 1707 Palácio de Herrenhausen             | Neto                  | Nascimento | Duque de Edimburgo (1726-1751) Duque da Cornualha (1727-1751) Duque de Rothesay (1727-1751) Príncipe de Gales (1729-1751) |
|          | Jorge Guilherme         | 13 de novembro de 1717 Palácio de St. James               | Neto                  | Nascimento | |
|          | Guilherme Augusto       | 26 de abril de 1721 Leicester House                       | Neto                  | Nascimento | Duque de Cumberland (1726-1765)                                                                                           |
|          | Jorge Guilherme         | 4 de junho de 1738 Norfolk House                          | Neto                  | Nascimento | Duque de Edimburgo (1751-1760) Príncipe de Gales (1751-1760)                                                              |
|          | Eduardo Augusto         | 25 de março de 1739 Norfolk House                         | Neto                  | Nascimento | Duque de Iorque e Albany (1760-1767)                                                                                      |
|          | Guilherme Henrique      | 25 de novembro de 1743 Leicester House                    | Neto                  | Nascimento | Duque de Gloucester (1764-1805) Duque de Edimburgo (1764-1805)                                                            |
|          | Henrique Frederico      | 7 de novembro de 1745 Leicester House                     | Neto                  | Nascimento | Duque de Cumberland e Strathearn (1766-1790)                                                                              |
|          | Frederico Guilherme     | 13 de maio de 1750 Leicester House                        | Neto                  | Nascimento | |
|          | Jorge Augusto Frederico | 13 de maio de 1750 Leicester House                        | Bisneto               | Nascimento | |
|          | Frederico Augusto       | 16 de agosto de 1763 Palácio de St. James                 | Filho                 | Nascimento | Duque de Iorque e Albany (1784-1827)                                                                                      |
|          | Guilherme Henrique      | 21 de agosto de 1765 Casa de Buckingham                   | Filho                 | Nascimento | Duque de Clarence e St Andrews (1789-1830)                                                                                |
|          | Eduardo Augusto         | 2 de novembro de 1767 Casa de Buckingham                  | Filho                 | Nascimento | Duque de Kent e Strathearn (1799-1820)                                                                                    |
|          | Francisco Alberto       | 26 de agosto de 1819 Castelo de Rosenau, Coburgo          | Consorte              | Casamento  | Príncipe de Saxe-Coburgo (1819-1840)                                                                                      |
|          | Alberto Eduardo         | 9 de novembro de 1841 · Palácio de Buckingham, Inglaterra | Filho                 | Nascimento | Príncipe de Gales (1841-1901) Duque de Rothesay (1841-1901)                                                               |
|          | Alfredo Ernesto         | 6 de agosto de 1844 · Castelo de Windsor, Inglaterra      | Filho                 | Nascimento | Duque de Edimburgo (1866-1900)                                                                                            |
|          | Artur Guilherme         | 1 de maio de 1850 · Palácio de Buckingham, Inglaterra     | Filho                 | Nascimento | Duque de Connaught e Strathearn (1874-1942)                                                                               |
|          | Leopoldo Jorge          | 7 de abril de 1853 · Palácio de Buckingham, Inglaterra    | Filho                 | Nascimento | Duque de Albany (1882-1884)                                                                                               |
|          | Ernesto Augusto         | 21 de setembro de 1845 Hanôver                            | Primo                 | Nascimento | Duque de Cumberland e Teviotdale (1845-1923)                                                                              |
|          | Alberto Vítor           | 8 de janeiro de 1864 · Frogmore House, Inglaterra         | Neto                  | Nascimento | Duque de Clarence e Avondale (1890-1892)                                                                                  |
|          | Jorge Frederico         | 3 de junho de 1865 · Marlborough House, Inglaterra        | Neto                  | Nascimento | Duque de Iorque (1892-1901) Príncipe de Gales (1901-1910) Duque de Rothesay (1901-1910)                                   |
|          | Alexandre João          | 6 de abril de 1871 · Sandringham House, Inglaterra        | Neto                  | Nascimento | |
|          | Alfredo Alexandre       | 15 de outubro de 1874 · Palácio de Buckingham, Inglaterra | Neto                  | Nascimento | |
|          | Artur Frederico         | 13 de janeiro de 1883 · Londres, Inglaterra               | Neto                  | Nascimento | |
|          | Carlos Eduardo          | 19 de julho de 1884 · Surrey, Inglaterra                  | Neto                  | Nascimento | Duque de Albany (1884-1919)                                                                                               |
|          | Eduardo Alberto         | 23 de junho de 1894 · White Lodge, Inglaterra             | Bisneto               | Nascimento | Duque da Cornualha (1910) Príncipe de Gales (1910-1936) Duque de Rothesay (1910-1936)                                     |
|          | Alberto Frederico       | 14 de dezembro de 1895 · Sandringham House, Inglaterra    | Bisneto               | Nascimento | Duque de Iorque (1920-1936)                                                                                               |
|          | Filipe                  | 10 de junho de 1921 Corfu                                 | Consorte              | Casamento  | Príncipe de Grécia (1921-1947) Duque de Edimburgo (1947-2021)                                                             |
|          | Guilherme Henrique      | 18 de dezembro de 1941 Hertfordshire                      | Sobrinho              | Nascimento | |
|          | Carlos Filipe Artur     | 14 de novembro de 1948 Palácio de Buckingham              | Neto                  | Nascimento | Duque da Cornualha (1952-2022) Duque de Rothesay (1952-2022) Príncipe de Gales (1958-2022) Duque de Edimburgo (2021-2022) |

### Príncipes britânicos atuais
Os membros atuais da Família real britânica que portam o título de Príncipe são:
| Príncipe | Príncipe          | Nascimento                                                  | Relação com o monarca | Direito                              | Títulos                                                                                                   |
| -------- | ----------------- | ----------------------------------------------------------- | --------------------- | ------------------------------------ | --- |
|          | Ricardo Alexandre | 26 de agosto de 1944 · Northampton, Inglaterra              | Primo                 | Nascimento                           | Duque de Gloucester (1974-)                                                                               |
|          | Eduardo Jorge     | 9 de outubro de 1935 · Londres, Inglaterra                  | Primo                 | Nascimento                           | Duque de Kent (1942-)                                                                                     |
|          | Miguel Jorge      | 4 de julho de 1942 · Buckinghamshire, Inglaterra            | Primo                 | Nascimento                           | Príncipe de Kent (1942-)                                                                                  |
|          | André Alberto     | 19 de fevereiro de 1960 · Palácio de Buckingham, Inglaterra | Irmão                 | Nascimento                           | Duque de Iorque (1986-) Conde de Inverness (1986-) Barão Killyleagh (1986-)                               |
|          | Eduardo Antônio   | 10 de março de 1964 · Palácio de Buckingham, Inglaterra     | Irmão                 | Nascimento                           | Conde de Wessex (1999-2023) Conde de Forfar (2019-2023) Duque de Edimburgo (2023-)                        |
|          | Guilherme Artur   | 21 de junho de 1982 · Hospital de St. Mary, Inglaterra      | Filho                 | Nascimento                           | Príncipe de Gales (2022-) Duque da Cornualha (2022-) Duque de Rothesay (2022-) Duque de Cambridge (2011-) |
|          | Henrique Carlos   | 15 de setembro de 1984 · Hospital de St. Mary, Inglaterra   | Filho                 | Nascimento                           | Duque de Sussex (2018-)                                                                                   |
|          | Jaime Alexandre   | 17 de dezembro de 2007 · Frimley, Inglaterra                | Sobrinho              | Nascimento                           | Visconde Severn (2007-2023) Conde de Wessex (2023-)                                                       |
|          | Jorge Alexandre   | 22 de julho de 2013 · Hospital de St. Mary, Inglaterra      | Neto                  | Nascimento                           | |
|          | Luís Artur        | 23 de abril de 2018 · Hospital de St. Mary, Inglaterra      | Neto                  | Nascimento                           | |
|          | Archie Harrison   | 6 de maio de 2019 · Hospital de St. Mary, Inglaterra        | Neto                  | Príncipe desde a ascensão de seu avô | |

Genealogia de atuais Principes britânicos
- Jorge V (1865-1936)
  -  Jorge VI (1895-1952)
    -  Isabel II (1926-2022)
      -  Carlos III (1948-)
        -  Guilherme, Príncipe de Gales (1982-)
          -  Jorge Alexandre (2013)
          -  Luís Artur (2018)

        -  Henrique, Duque de Sussex (1984-)
          -  Archie Harrison (2019-)

      -  André, Duque de Iorque (1960-)
      -  Eduardo, Duque de Edimburgo (1964-)
        -  Jaime Alexandre (2007-)

  - Henrique, Duque de Gloucester (1900-1974)
    -  Ricardo, Duque de Gloucester (1944-)

  - Jorge, Duque de Kent (1902-1942)
    -  Eduardo, Duque de Kent (1935-)
    -  Miguel de Kent (1942-)